# Östhammar
Östhammar – miejscowość (tätort) w Szwecji. Siedziba władz administracyjnych (centralort) gminy Östhammar w regionie Uppsala. 
Powierzchnia miejscowości według SBC Statistiska centralbyrån wynosiła 362 ha w 2005, a 376 ha w 2010.
Ludność w 2015 - 4598 mieszkańców.
Ludność w 2010 - 4534 mieszkańców.

## Przypisy

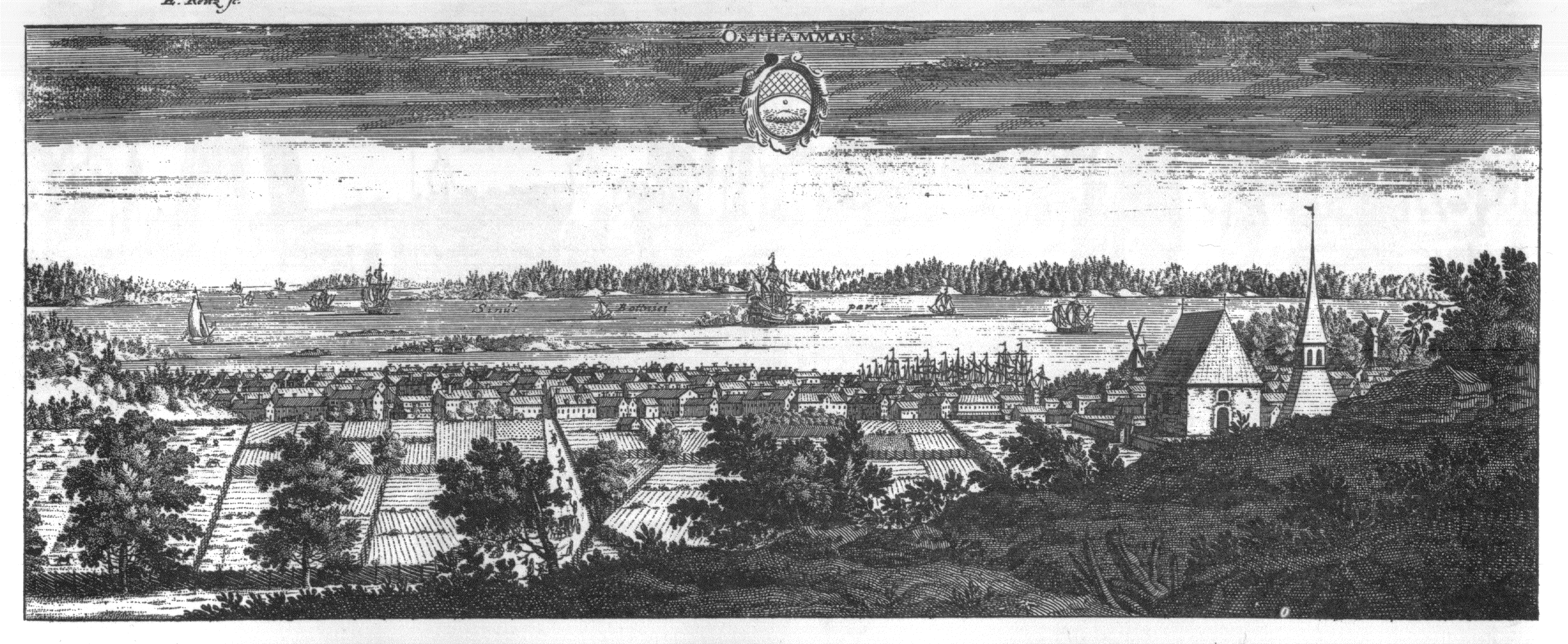
Östhammar na przełomie XVII i XVIII wieku

## Współpraca
Miejscowość partnerska:
- Durbuy, Belgia